# NGC 2910
NGC 2910 je otvoreni skup u zviježđu Jedru.

## Vanjske poveznice
- SEDS: NGC 2910